# Zwönitz
Zwönitz (pronunciación en alemán: /ˈt͡svøːnɪt͡s/ⓘ) es un municipio situado en el distrito de Erzgebirge, en el estado federado de Sajonia (Alemania). Su población a finales de 2016 era de unos 12 000 habs. y su densidad poblacional, 190 hab/km².